# Belval (Vosges)
Belval é uma comuna francesa na região administrativa de Grande Leste, no departamento de Vosges. Estende-se por uma área de 6,84 km². Em 2010 a comuna tinha 161 habitantes (densidade: 23,5 hab./km²).